# Nitrosococcus
Nitrosoccus es un género microbiológico comprendiendo bacterias elipsoidales del suelo. Son importantes en el ciclo del nitrógeno por transformar amonio (tóxico) a nitrito; y así obtienen su energía de la quimiosíntesis, convirtiendo el amonio NH4 en nitritos NO2.
Una especie de este género de bacteria fue aislado en 1965, bautizándose como Nitrosocystis oceanus, y más tarde cambiado a Nitrosococcus oceani, con el que se lo conoce actualmente. 

## Estructura celular y metabolismo
La morfología de Nitrosococcus es esférica o elipsoide, entre 1,5-2,5 micrones de diámetro. Un cepillo de flagelos se localizan polarmente permitiéndoles motilidad. Son Gram-negativas y aeróbicamente quimioautótrofos, creciendo con amonio como sustrato y dióxido de carbono como la principal fuente de carbono. 
Reacción global: NH4+ + 1 1/2 O2 ----> NO2- + HOH + 2H+
En condiciones anaeróbicas: NH2OH --> NOH --> N2O 